# Enslwang
Enslwang ist eine Wüstung auf dem Gebiet der Gemeinde Hohenfels im oberpfälzischen Landkreis Neumarkt in der Oberpfalz in Bayern. Sie liegt im Truppenübungsplatz Hohenfels.

## Geschichte
Die Gemeinde Enslwang wurde 1944 aufgelöst und dem Heeresgutsbezirk Hohenfels zugeteilt. Sie bestand aus den sechs Orten Eggertsheim, Egra, Enslwang, Haidensbuch, Leislberg und Schwend mit einer Gemeindefläche von etwa 1972 Hektar. 1933 hatte die Gemeinde 442 Einwohner. 1950 kam das Gebiet der früheren Gemeinde Enslwang zur neugebildeten Gemeinde Nainhof-Hohenfels. Der Weiler Enslwang hatte 1950 noch vier Wohngebäude und 118 Einwohner.